# Park Yoo-na
Đây là một tên người Triều Tiên, họ là Park.
Park Yoo-na, hay còn được viết là Park Yu-na (Hangul: 박유나, sinh ngày 23 tháng 12 năm 1997), là một nữ diễn viên người Hàn Quốc được quản lí bởi công ty YG Entertainment. Cô trở nên nổi tiếng khi tham gia những bộ phim Lâu đài tham vọng (2018–19), Khách sạn ma quái (2019) và Vẻ đẹp đích thực (2020–21).

## Tiểu sử và sự nghiệp
Park Yoo-na sinh ngày 23 tháng 12 năm 1997 tại Seoul, Hàn Quốc. Cô có một anh trai. Yoo-na tốt nghiệp Trường Trung học Nghệ thuật Hanlim khoa Thực hành vũ đạo.
Cô đã xuất hiện trong nhiều video âm nhạc như "#"WYD của iKON và "Here I Am" của Yesung (Super Junior).
Yoo-na chính thức ra mắt với tư cách diễn viên vào năm 2015 khi tham gia bộ phim Vũ điệu tuổi trẻ của đài KBS2.

## Danh sách phim

### Phim
| Năm  | Tên phim                | Nhân vật | Ghi chú | Chú thích |
| ---- | ----------------------- | -------- | ------- | --------- |
| 2021 | White Day: Broken Limit | So-young |         | [ 1 ]     |
| TBA  | Long D                  | Tae-in   |         | [ 2 ]     |

### Phim truyền hình
| Năm     | Tên phim          | Vai trò                        | Kênh truyền hình | Ghi chú                     | Chú thích |
| ------- | ----------------- | ------------------------------ | ---------------- | --------------------------- | --------- |
| 2015    | Vũ điệu tuổi trẻ  | Kim Kyung-eun                  | KBS2             |                             | [ 3 ]     |
| 2015–16 | Lục long tranh bá |                                | SBS              |                             |           |
| 2017    | Stranger          | Kwon Min-ah / Kim Ga-yeong     | tvN              |                             | [ 4 ]     |
| 2017    | The Package       | Na Hyun                        | JTBC             |                             | [ 5 ]     |
| 2018    | Gangnam Beauty    | Yoo-eun                        | JTBC             |                             | [ 6 ]     |
| 2018    | Drama Special     | Joo Young-joo                  | KBS2             | Tập: "So Close, Yet So Far" | [ 7 ]     |
| 2018–19 | Lâu đài tham vọng | Cha Se-ri                      | JTBC             |                             | [ 8 ]     |
| 2019    | Two Hearts        | Yoo Seon-woo                   | Naver TV Cast    |                             | [ 9 ]     |
| 2019    | Khách sạn ma quái | Lee Mi-Ra / Công chúa Song-hwa | tvN              |                             |           |
| 2020–21 | Vẻ đẹp đích thực  | Kang Soo-jin                   | tvN              |                             | [ 10 ]    |
| 2022    | Rookie Cops       | Ki Han-na                      | Disney+          |                             | [ 11 ]    |

### Video âm nhạc
| Năm  | Tên bài hát          | Ca sĩ                  | Nhân vật                |
| ---- | -------------------- | ---------------------- | ----------------------- |
| 2016 | #WYD (오늘 모해)     | iKON                   | Quan tâm đặc biệt Bobby |
| 2019 | Old Movie (옛날사람) | Heechul (Super Junior) |                         |